# Joseph Schenck
Joseph Michael Schenck ([ˈskɛŋk]; Rybinsk, 25 de dezembro de 1878 – Los Angeles, 22 de outubro de 1961), foi um cineasta americano nascido na Rússia. 
Ele foi um dos fundadores da Academia de Artes e Ciências Cinematográficas, que, em 1952, lhe concedeu um Oscar Honorário em reconhecimento da sua contribuição para o desenvolvimento da indústria cinematográfica. Além disso, Schenck, em parceira com Darryl F. Zanuck, fundou em 1933 a Twentieth Century Pictures, que se fundiu com Fox Film Corporation em 1935, criando assim a 20th Century Fox. Schenck também tem uma estrela na Calçada da Fama em Hollywood.